# Caden
Caden [kadɛ̃] je francouzská obec v departementu Morbihan v regionu Bretaň.

## Poloha
Caden obklopují obce Malansac na severu, Saint-Gorgon a Béganne na východě, Péaule na jihu a Limerzel na západě.

## Vývoj počtu obyvatel
Počet obyvatel

## Historie
V kopiáři kláštera Redon je farnost Caden poprvé zmiňována v roce 835 jako Plebs Catin.

## Pamětihodnosti
- kostel Saint-Pierre-aux-Liens (sv. Petra v okovech), který v letech 1889-1894 nahradil starší stavbu, na kostele se dochovaly sluneční hodiny z roku 1637
- v okolí obce jsou kaple Sainte-Marie (severozápadně u silnice do Redonu), Saint-Vincent (severozápadně u silnice do Maunay), Saint-Nicolas (3 km západně), Saint-Armel (1 km jihozápadně), Saint-Gildas (2 km severně)
- krucifix chráněný jako historická památka